# 노량대교 (서울)
노량대교(鷺梁大橋)는 서울특별시 동작구에 있는 다리로, 동작대교 남단에서 한강철교 밑을 지나 한강대교까지 이어진다. 1986년 5월 2일 올림픽대로와 함께 개통되었다.
한강종합개발계획에 따라 1982년 10월 올림픽대로 건설 공사와 함께 착공되었으며, 올림픽대로 건설 공사 중 가장 난공사로 손꼽힌 구간이다. 이 다리의 건설을 통해 경사가 급하고 차량 통행량이 많던 국립묘지 앞 언덕길인 현충로를 우회해 한강철교 밑을 통과하여 여의도까지 바로 연결되었다. 총 연장 2,070m로 개통 당시 대한민국에서 가장 긴 다리였다.
이후 1988년 서울 올림픽이 개최된 후 올림픽대로의 통행량이 급증하게 되면서 올림픽대로를 기존 4차선에서 8차선으로 도로 확장 및 천호대교 ~ 하일 나들목까지 연장하게 되면서 노량대교도 새로 설치하게 되었다. 노량대교는 이 확장 공사에서 기존 교량 옆에 새로운 교량을 통째로 설치하는게 아니라 기존 2차로 씩 건설된 교량 옆에 2차로 교량을 증설하는 방식으로 건설되었으며, 1993년 6월 3일 올림픽대로 확장 공사 마무리와 함께 개통되었다.
확장 공사를 하면서 한강변 고층아파트 주민들이 노량대교 확장으로 소음공해가 우려된다면서 도로변에 방음벽을 설치해줄 것을 요구했으나, 4층 이하 저층 입주 주민들이 한강 경관이 차단된다면서 반대하는 일이 발생했다. 이를 해결하기 위한 절충안으로 동작구 흑석동 명수대아파트와 한강현대아파트 일대를 통과하는 928m 구간에 폴리카보네이트와 아크릴로 구성된 투명 방음벽이 설치되었는데, 이러한 투명 방음벽은 대한민국에서 최초로 설치된 것이다.

## 역사
- 1982년 10월 : 착공
- 1986년 5월 2일 : 올림픽대로와 함께 개통
- 1988년 12월 : 왕복 8차로 확장 공사 착공
- 1993년 6월 3일 : 왕복 8차로 확장 개통

## 통행시 주의사항
노량대교는 1988년 8차로 확장 공사에서 기존 교량 옆에 새로운 교량을 통째로 설치하는게 아니라 기존 2차선 씩 건설된 교량 옆에 2차선 교량을 증설하는 방식으로 건설되었기 때문에 
강동방향은 1,2차로는 승용차로만 통행할 수 있으며, 화물차 및 승합차는 신설 교량 구간인 3,4차로를 이용해야 한다.
강서방향은 1,2,3차로는 승용차로만 통행할 수 있으며, 화물차 및 승합차는 신설 교량 구간인 4,5차로를 이용해야 한다.

## 같이 보기
- 올림픽대로
- 한강